# Franco Mantero (rugbier)

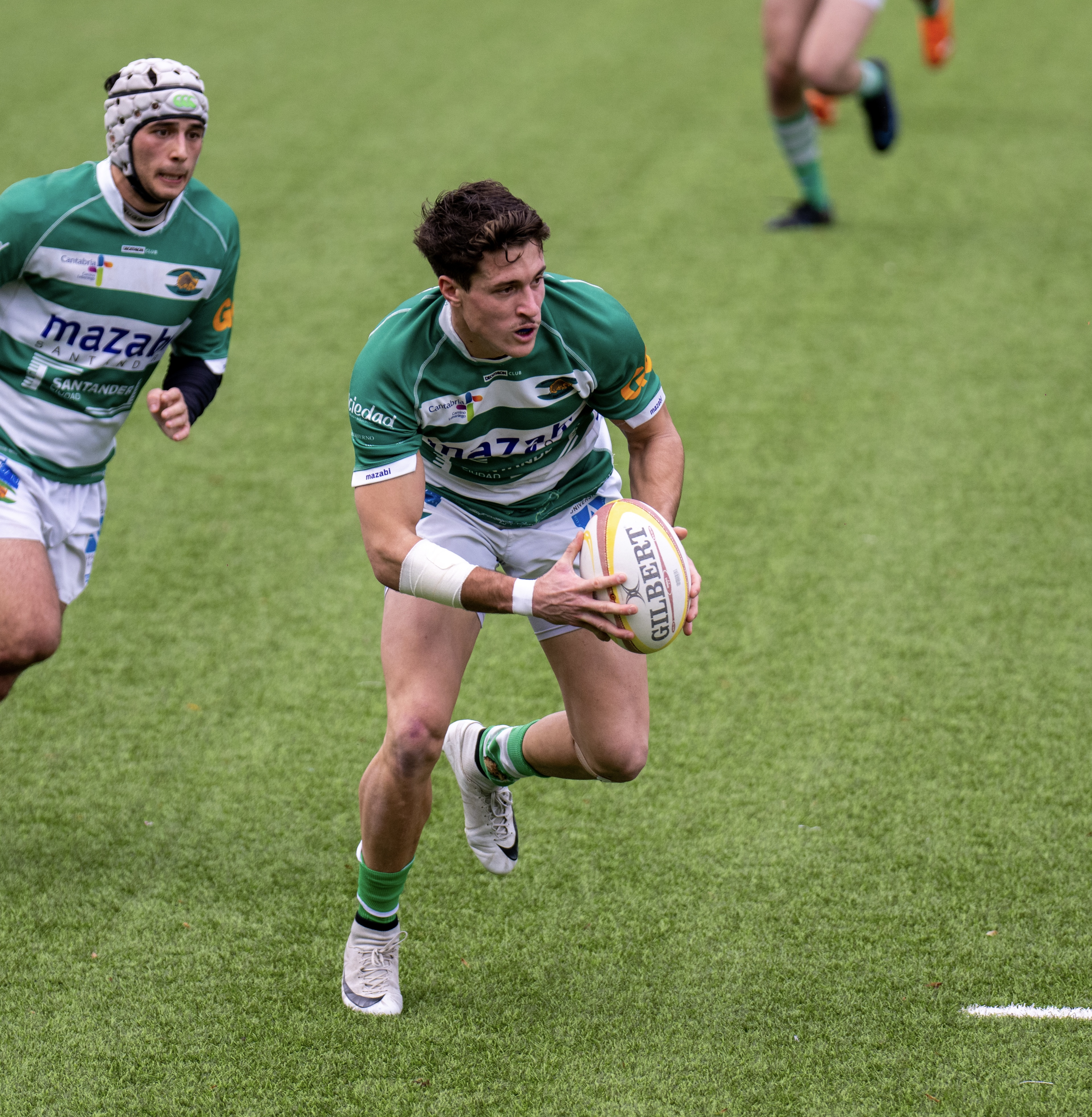

Franco Mantero Gustafsson (Rosario, Argentina; 9 de marzo de 1999) es un jugador argentino de rugby. Mide 1,88 m y pesa 92 kg. Se desempeña como back (wing) y ha jugado en clubes de Argentina y España. En 2017 fue convocado al plantel preliminar de la selección argentina de rugby seven, Los Pumas 7s.

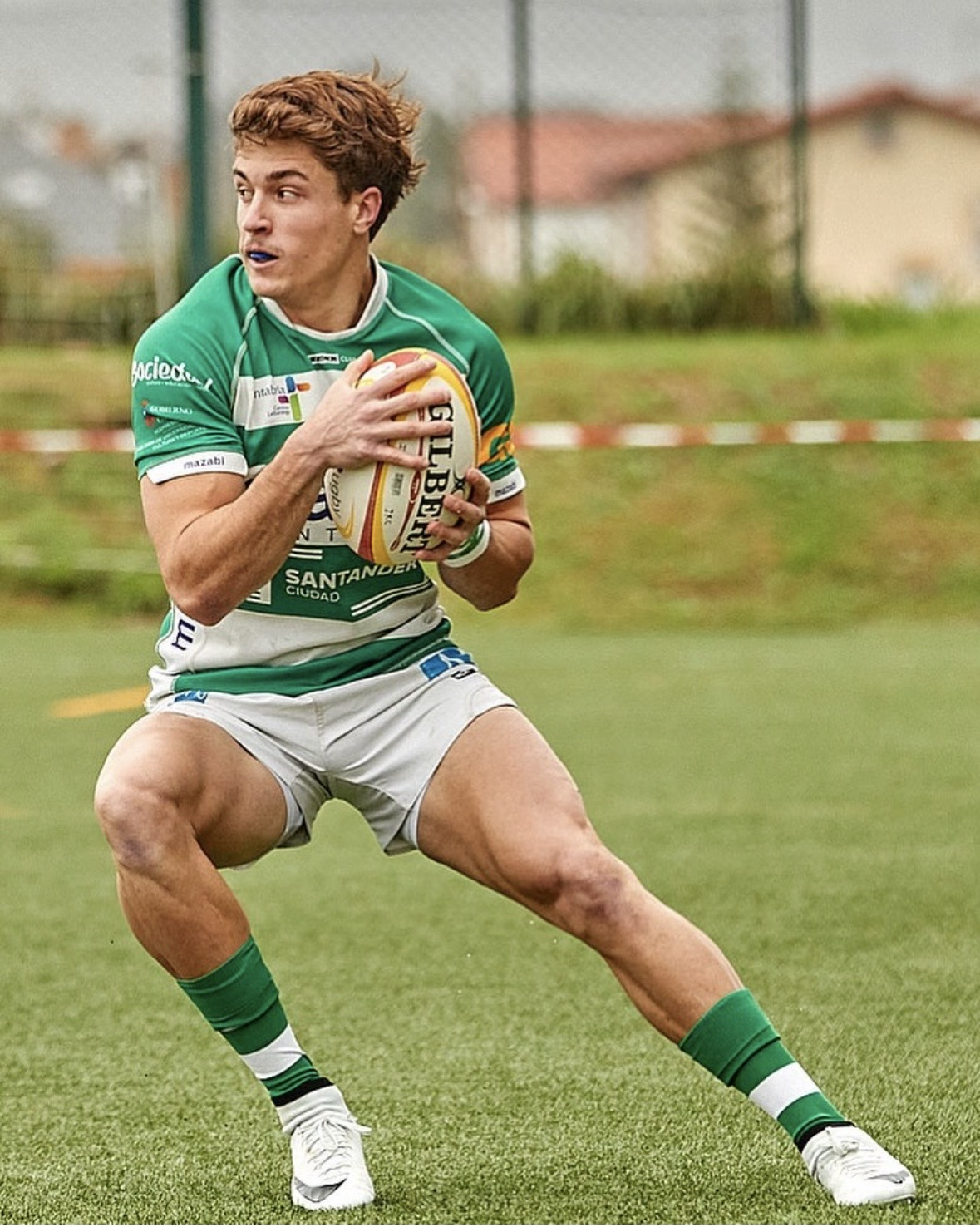
Franco Mantero en 2022

## Carrera deportiva

### Atlético del Rosario (2017–2019 / 2020–2021)
Se formó y debutó en Atlético del Rosario, donde jugó entre 2017 (año en el cual fue convocado para Los Pumas 7s) hasta mediados de 2019. En 2020 regresó al club tras una experiencia en el exterior.

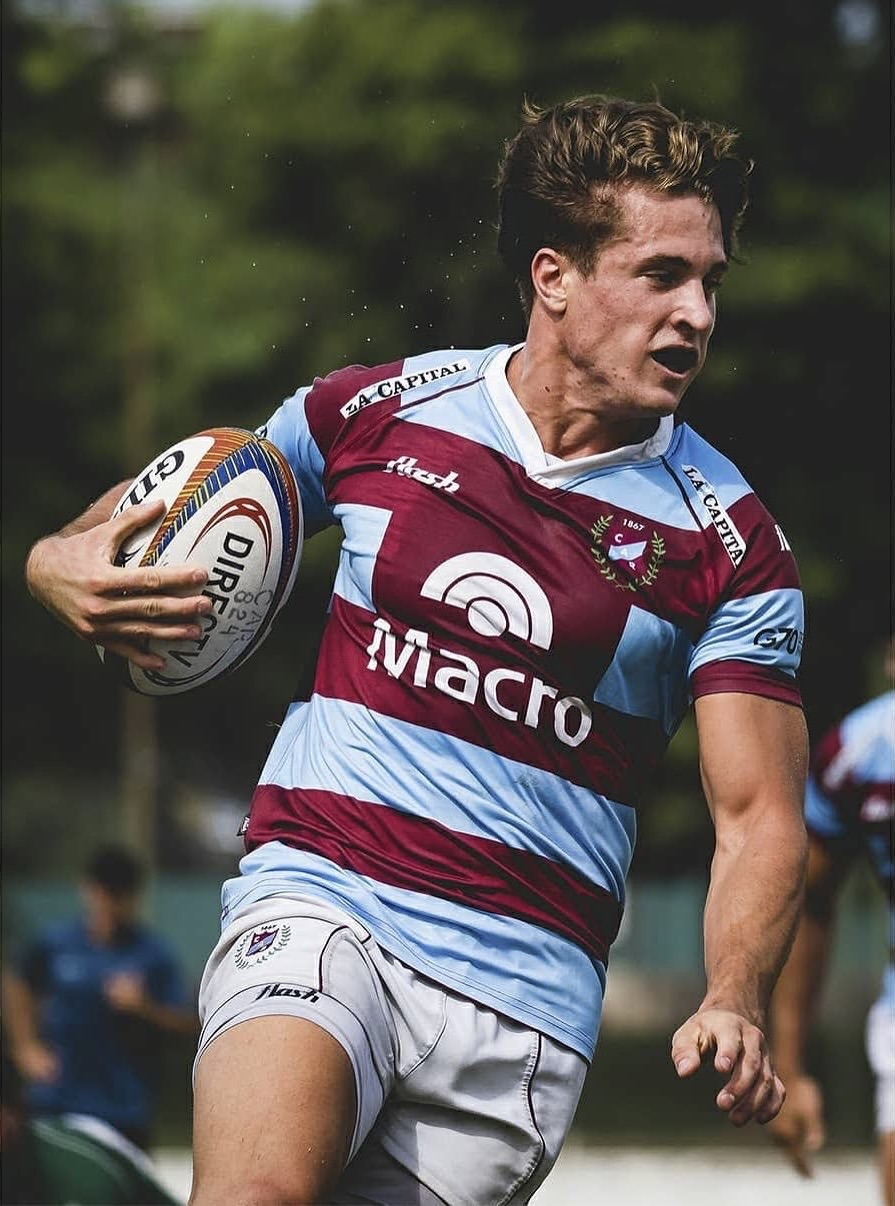
Franco Mantero

### Independiente Rugby Club (2019 / 2021–2023)
En 2019 jugó una temporada en Independiente Rugby Club, de Santander, en la División de Honor. Luego de un regreso a Atlético del Rosario, volvió al club español en 2021, donde permaneció hasta 2023.

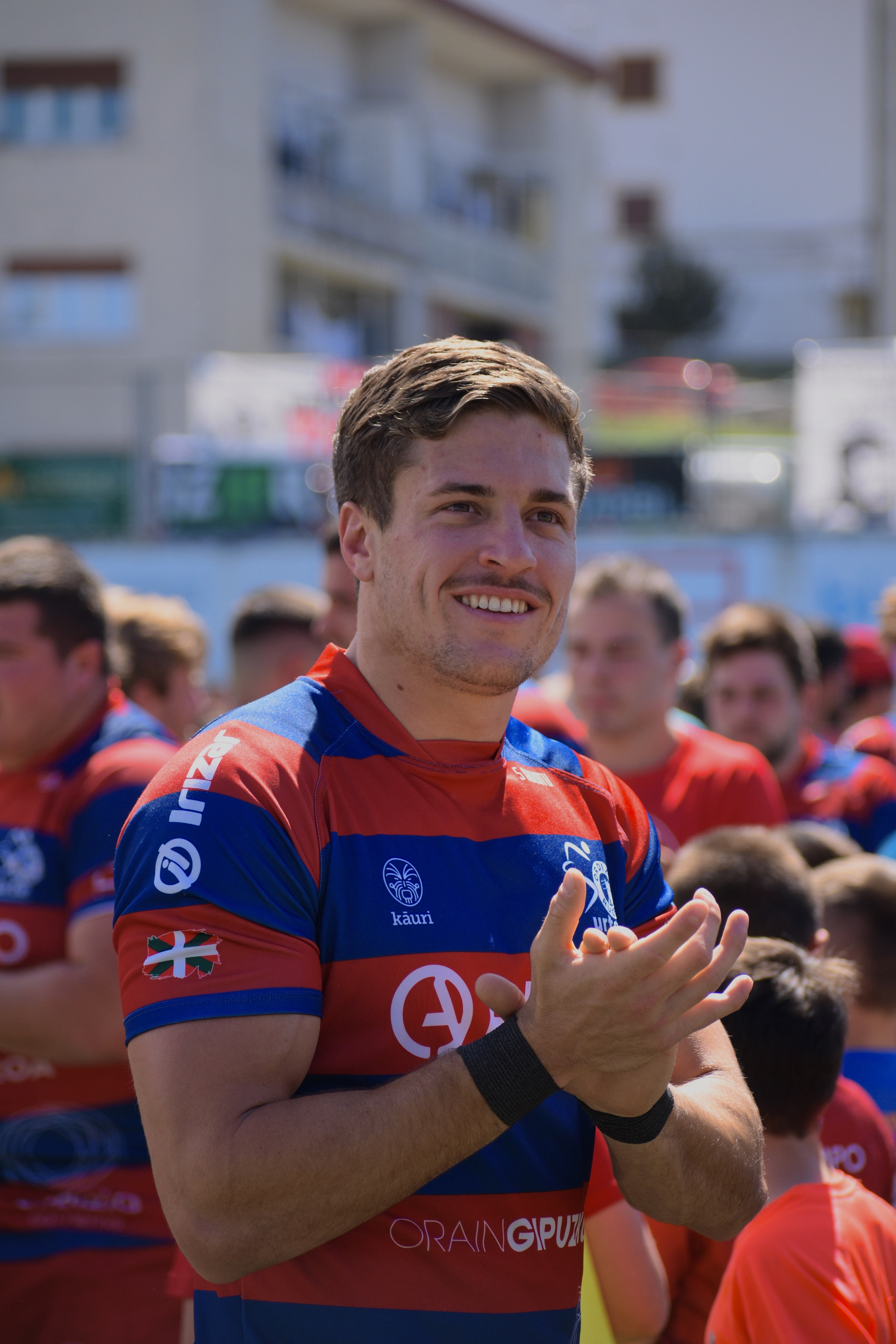
Franco Mantero en 2024

### Ordizia Rugby Elkartea (2023–2024)
En agosto de 2023 fue anunciado como nuevo refuerzo de Ordizia Rugby Elkartea, club del País Vasco que participa en la División de Honor. El Diario Vasco destacó su llegada y lo describió como un jugador veloz y versátil.

### Gernika Rugby Taldea (2025–presente)

Mantero en Los Pumas 7's

Mantero en Los Pumas 7's

Franco Mantero en la concentración

Desde 2025 juega en Gernika Rugby Taldea, equipo de la División de Honor del rugby español.

Mantero en Los Pumas 7's

## Selección nacional
Con 18 años, fue parte del plantel preliminar de la selección argentina de rugby seven, Los Pumas 7s, en 2017.